# Ganne Cahala
Ganne Cahala (hebr. גני צה"ל; Ogrody Sił Obronnych Izraela) – osiedle mieszkaniowe w Tel Awiwie, znajdujące się na terenie Dzielnicy Drugiej.

## Nazwa
Nazwa osiedla nawiązuje do akronimu „CaHaL”, który jest skrótem nazwy „Cwa Hagana l-Israel” - Siły Obronne Izraela.

## Położenie
Osiedle leży na nadmorskiej równinie Szaron. Jest położone w północno-wschodniej części aglomeracji miejskiej Tel Awiwu, na północ od rzeki Jarkon. Południową granicę osiedla stanowi ulica Tsahal, za którą jest osiedle Ramot Cahala. Po wschodniej stronie za ulicą HaMatsbi'im jest osiedle Cahala. Północną granicę wyznaczają ulice Max Brod i Alexander Argov, za którą znajduje się osiedle Ha-Misztala. Zachodnią granicę stanowi droga nr 482 , za którą znajdują się osiedla Tel Baruch i Newe Gan cmentarz miejski Kirjat Sza’ul.

## Historia
Budowa osiedla rozpoczęła się w latach 60. XX wieku.

## Architektura
Zabudowa osiedla składa się z kilkurodzinnych domów. We wschodniej części osiedla wybudowano kilka wysokich domów z „wielkiej płyty”.

## Sport i rekreacja
We wschodniej części osiedla znajduje się ośrodek sportowy Cahala, w którym wybudowano basen pływacki, korty tenisowe oraz inne obiekty sportowe.

## Transport
Z osiedla wyjeżdża się ulicą Cahala, którą jadąc na zachód dojeżdża się do drogi nr 482  (Tel Awiw-Herclijja).